# 塩谷靖子
塩谷 靖子（しおのや のぶこ、1943年11月 - ）は、視覚障害プログラマーでありながら全盲の歌手として活躍する日本のソプラノ歌手、そしてエッセイスト。日本において話題の「千の風になって」とは異なる独自の訳による歌曲「千の風」で、昨今では人気を博する。

## 生い立ち
東京都に生まれ、1歳4ヶ月の時に東京大空襲に遭い、両親の故郷である鳥取県境港市へと移り住んだ。視力は生まれつき弱かったが最初から全盲ではなく、先天性緑内障のために、徐々に視力が衰えた後8歳の頃には完全に視力を失ってしまった。
妹と弟とがいるが、子供たちの将来を配慮した父親が東京への帰京を志し、彼女が6歳の頃、父親は単身上京して生活基盤を先に準備した。その後、7歳の頃に家族も上京した。
上京後、彼女は1年遅れで東京教育大学附属盲学校（現・筑波大学附属視覚特別支援学校）の小学部に入学する。音楽を学ぶことも、ピアノを買ってもらうことも、余程の大金持ちでない限りは叶わないような、戦後の貧しい日本に育った彼女は、視力を失ってからはラジオから流れてくるクラシック音楽を聴いて夢を馳せた。
盲学校の中学部を卒業後、高等部では音楽科に進みたかったものの諦めざるを得なかった。高校1年の頃に、伯父からレコード・プレイヤーを贈られたのがきっかけでシューベルトやシューマンの歌曲に魅了され、自己流で歌い始めていた。しかしながら、高等部を卒業後、盲学校の職業コースである理療科へと進み、多くの視覚障害者にとって一般的な鍼やマッサージの勉強をした。
自活していけるだけの資格を手にした後、両親は彼女に選択の自由を与え、彼女はすぐに就職せずに大学への道を志した。微分積分に「美」や「神秘」を感じていた彼女は、1年間の受験勉強の後、点字受験を認めた東京女子大学文理学部数理学科に入学し、抽象代数学を専攻した。また、大学3年の時に知り合った塩谷治と卒業後に結婚することとなる。夫はその後、高等学校の国語教師に就いた。
大学卒業後、視覚障害者採用枠を設けた日本ユニバック(現：BIPROGY)に、日本初の全盲プログラマーとして入社。視覚障害プログラマーの先駆者として貢献して話題になる。そこでは、点字変換用のソフトを開発し、コンピュータからのデータを点字で紙に打ち出す日本初の装置を生み出した。しかしながら、プログラミングはチーム制で進める仕事が多いため、まだ不便な当時のハードだけを用いて仕事を続けるには限界があり、同僚に迷惑をかけないよう考慮した彼女はやむなく退社を選ぶ。その後、二児の子育てと両立させながら、盲学校の非常勤講師や大学受験通信講座の添削、盲ろう者の指点字通訳などをして過ごした。
42歳の頃、集まりで歌った彼女の歌を偶然聴いた音大の教授から勧められ、また子育ても一段楽していたこともあり、若い頃からの憧れであった音楽を学び始めた。当初は全くの趣味で始めたはずだったが、48歳の頃からコンクールを受け始め、賞を得てからはソプラノ歌手として日本全国で活発な演奏活動を開始した。
2006年末頃から日本において話題となった「千の風になって」とは異なる独自の訳による歌曲「千の風」は、正式な発売前から爆発的な人気を博する。
全日本演奏家協会、東京室内歌劇場、新星'78、ほか会員。
趣味はバード・リスニングやエッセイであり、各誌への寄稿をはじめ、ラジオなどのメディアでも活躍。視覚障害者用の専用インタフェースを使用して、自分で作成したウェブサイトも運営している。演奏の際には、娘である塩谷多衣（しおのや たえ）のピアノ伴奏によって、親子むつまじく出演することも多い。また、息子である塩谷純一（しおのや じゅんいち）と共に製作した作品も発表している。
2024年、第21回本間一夫文化賞を受賞。

## 主なコンクール歴
- 1994年　第4回「全日本ソリスト・コンテスト」入賞
- 1994年　第2回「フランス音楽コンクール」入選
- 1995年　第6回「奏楽堂日本歌曲コンクール」入選
- 1996年　第7回「奏楽堂日本歌曲コンクール」入選
- 1997年　第8回「奏楽堂日本歌曲コンクール」入選
- 1999年　第7回「太陽カンツォーネ・コンコルソ・クラシック部門」第1位
- 1999年　第2回「長江杯国際音楽コンクール声楽部門」第3位
- 2000年　第1回「21世紀日本歌曲コンクール」入選

## 千の風
「千の風になって」として日本で知られる詩を、塩谷靖子が独自に和訳し、歌曲にしたもの。「千の風になって」が世間で広く話題になる以前に作成された楽曲である。
新井満の訳には、原詩にない新たな創作的表現が詩的に盛り込まれているのに対し、彼女の訳は作品に敬意を払うためとして原詩以上の表現を付け加えることを避け、なるべく原詩に近い謙虚な訳で、メロディのリズムの範囲内で日本語らしく振る舞ったとのことである。
全盲を乗り越えて明るく生きるその人間性や、その優しい歌声と深い表現力が魅力として、聖路加国際病院名誉院長日野原重明の推薦するCDが新聞や音楽雑誌などの報道でも報じられ、YAHOO!話題の人物ランキング：クラシックで発売前から10位前後にランクインする爆発的な人気を博しており、Amazon.co.jpでも発売当日の午前中に在庫切れになるなど、新しい話題の曲となった。
アルバムCDでは、桐朋学園大学のメンバーを中心に演奏されており、既存の作品がオーケストラの新しい響きによって展開されている。
作曲は、当時高等学校1年の吉野慶太郎によっており、一般になじみやすいようポップス調の作風となっている。

## CD
- 2002年　「わかれ道 ～ 日本の四季に寄せるノスタルジア ～」をトウキョウ音楽企画よりリリース。
- 2007年　「千の風」をユニバーサルミュージックよりリリース。